# Cerkiew św. Bazylego w Bełżcu
Cerkiew św. Bazylego w Bełżcu – drewniana cerkiew greckokatolicka, znajdująca się w Bełżcu.

## Historia
Cerkiew została zbudowana w 1756 roku. 3 lutego 1755 roku został wydany w dworze bełżeckim dokument erekcyjny cerkwi. Gdzie Marcin i Michał Lipscy oznajmiają, że: „umyśliliśmy Cerkiew pod Titułem Świętego Bazylego Wielkiego […] erygować, na postawienie której Ja Michał Grunt moy dziedziczny między Ogrodem Antoniego Szewca z iedney a Gruntem moim Dworskim z drugiej strony, przy drodze publicznej od Lipska idącej przez wieś, po prawey ręce Znayduiącyey się y aż pod Lasek wzdłuż równo z Ogrodem tegoż Antoniego Szewca ciągnący się wszerz zaś od wyżej wyrażonego ogrodu ku Gumnowi biorąc sążni Osimnaście na Cerkiew i Cmentarz daię y wiecznemi czasy naznaczam […]”. Na uposażenie proboszcza obydwaj fundatorzy ofiarowali grunty, a także zezwolili na korzystanie z wolnego mlewa w młynach, na „Piwa warzenie y gorzałki” oraz na wolny wyrąb w lasach na opał i na budowanie. Proboszcza i jego następców zobowiązali, „aby w Jedności z Kościołem Świętym Rzymskim Pod Władzą i Posłuszeństwem Biskupa Cheł(mskeigo) zostawał […] za żywych i umarłych fundatorów[…] po wszystkie czasy Błagał, jako na Każdą Sobotę Mszą Świętą za żywych i umarłych koloratorów miewał”; parafian miał nauczać dobrym przykładem i nauką religii i pobożności, ponadto był obligowany „Parafian Swoich Kochać, mieć w Uszanowaniu y nieobciążać Onych […]”. Parafianie „na Rekognicyą Jego Pasterskiej nad Sobą Władzy Co rocznie oddawać powinni będącą pod Tytułem Stołowego każdy siadłszy na placu Gospodarz Obrządku Greckiego po złotemu, a to około Świętego Bożego Narodzenia do Woyta złożyć, a Wuyt do rąk Parocha złożone oddać […]”.
Budowa rozpoczęta w 1756 roku trwała kilka miesięcy; (na nadprożu głównego otworu wejściowego cerkwi wycięta jest inskrypcja „ANNO 1756 Die 31 Mensis Julij”. W czasie I wojny światowej została poważnie uszkodzona, w 1919 – odnowiona. Po wysiedleniu ludności ukraińskiej w 1947, cerkiew zamieniono na magazyn.
Zbudowana jest z bali sosnowych w konstrukcji zrębowej na podmurówce z kamienia, z prezbiterium zwróconym na południe. Cerkiew jest trójdzielna, składa się z prezbiterium, nawy głównej i niewielkiego babińca. Prezbiterium powstało na planie wydłużonego czworokąta, łączy się z nim od wschodu prostokątna zakrystia, o długości równej długości prezbiterium. Kwadratowa nawa główna jest szersza od prezbiterium z jednej i od babińca z drugiej strony. Nawę kryje ośmioboczna zrębowa kopuła. Drzwi do świątyni są prostokątne, na nadprożu znajdują się daty 1756 i 1838, data budowy i remontu. Okna świątyni zdobią osłony. W bębnie, na którym położona jest kopuła, znajdują się niewielkie kwadratowe okna.

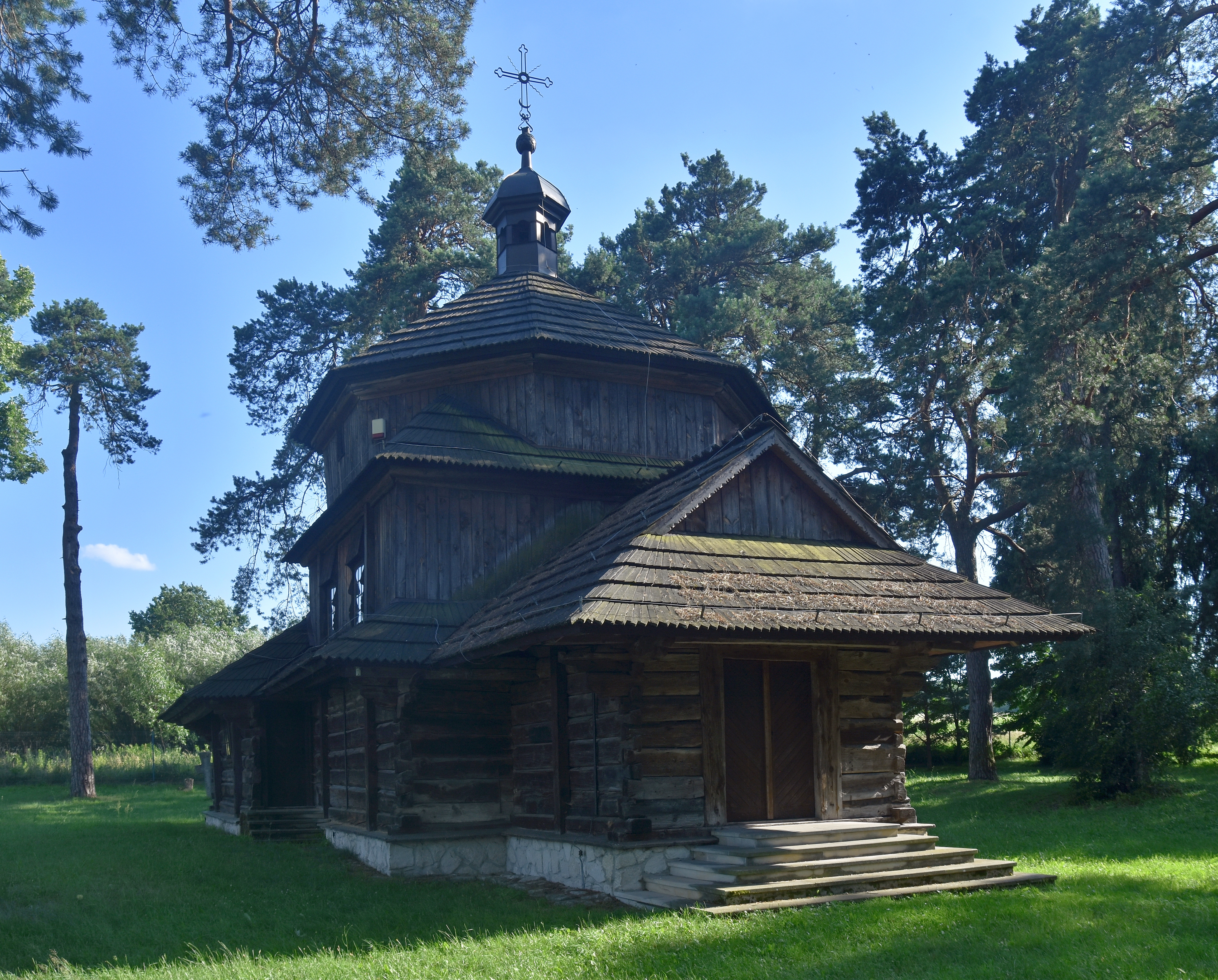
Elewacja frontowa
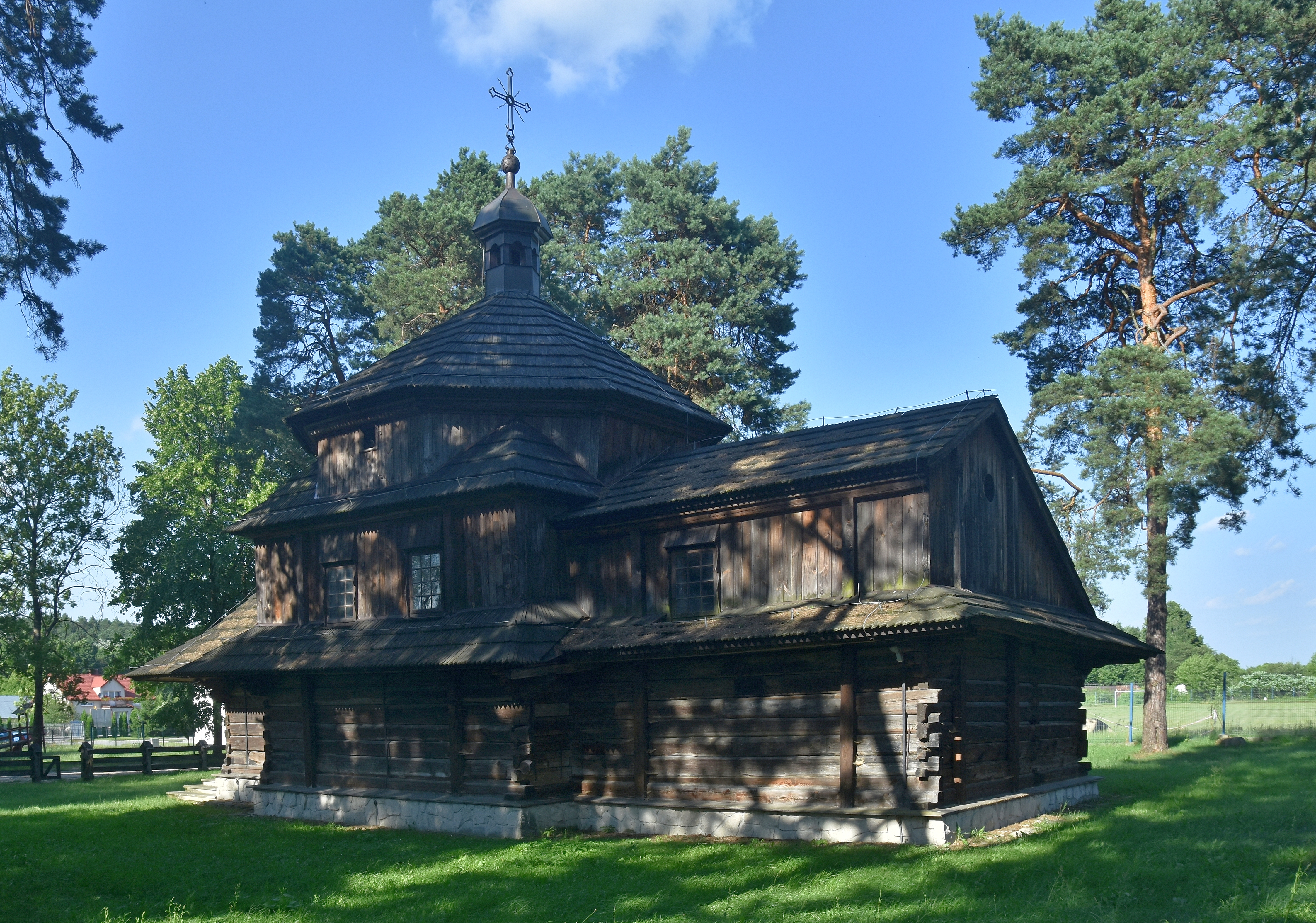
Elewacja boczna
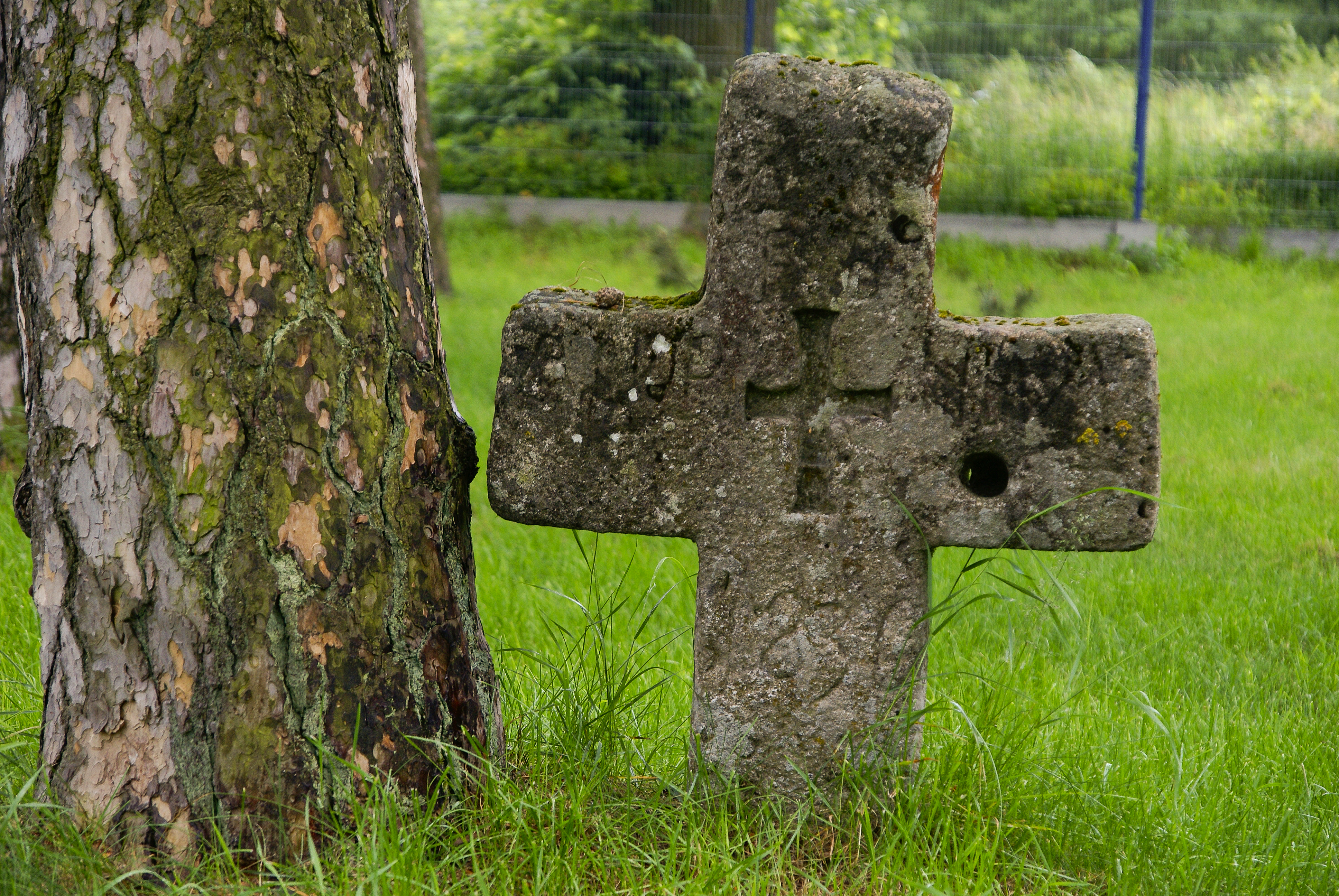
Otoczenie

Z wyposażenia cerkwi przetrwał jedynie osiemnastowieczny ludowy krzyż, pozostałe elementy uległy po 1947 zniszczeniu. W sąsiedztwie cerkwi znajdował się dawniej cmentarz, na którym przetrwało pięć nagrobków z XVIII–XIX w..